# 雲をあやつる
『雲をあやつる』（くもをあやつる）は、ヒカシューの18枚目のアルバム。2023年9月9日にMAKIGAMI RECORDSより発売。
『うわさの人類』以来42年ぶりのコンセプト・アルバム。副題は、『「カバコフの夢」を歌う』。ジャケットは、イリヤ&エミリア・カバコフによる作品『空を飛ぶ男』。

## 概要
2022年に、「大地の芸術祭」という新潟のイベントに「カバコフの夢」という展示をするにあたり、イリヤ&エミリア・カバコフの作品『棚田』の前で演奏することとなった。その年の初頭から作り始め、夏に実演し、その後レコーディングに入った。スタジオの録音を基本として、「大地の芸術祭」でした演奏も組み合わせながら制作された。

## 収録曲
全作詩:巻上公一
イリヤ&エミリア・カバコフのテキストを一部使用(#3,6,9)
1. 棚田に春霞(Spring haze over rice fields)
  - 作曲:巻上公一
2. 雲をあやつる(Cloud management)
  - 作曲:三田超人
3. どこまでが空なのか(How far is the sky?)
  - 作曲:坂出雅海
4. 祈りは今日も行方不明(Prayer is still missing today)
  - 作曲:佐藤正治
5. 紅茶の染みの全音符(Tea stain whole note)
  - 作曲:巻上公一
6. 人生の婉曲(アーチ)(The arch of life)
  - 作曲:巻上公一
7. ソロマトキンさんは運転手(Mr.Solomatkin is a driver)
  - 作曲:三田超人
8. 棚田式トランスパレント(Rice fields style transparent)
  - 作曲:清水一登

## 楽曲解説
出典は巻上公一へのインタビュー。
1. 棚田に春霞
歌詞カードと異なる箇所がある。2番の途中からのシンセサイザーは巻上公一によるもの。
2. どこまでが空なのか
所々歌詞カードと実際の歌が異なる。
3. 祈りは今日も行方不明
ヒカシューでは、アルバムの収録曲でもライブでも初めて佐藤正治がアコースティック・ギターを演奏した。
4. 紅茶の染みの全音符
抽象性の高い曲だが、楽譜が存在する。
5. 人生の婉曲(アーチ)
本当はもっと長い演奏だが、エディットされて収録された。
この曲のセリフは、あらかじめ撮っておいたものをそのまま流している。また、この曲では、コンダクションの技法が使われている[4]
6. 棚田式トランスパレント
あらかじめカバコフの『棚田』の図象を写真に撮り、それをフィルムに写し、それぞれが別の譜面を作って置き、それを清水一登による5段階のサンプリングに合わせて演奏した。

## 参加ミュージシャン
ヒカシュー
1. - 巻上公一 -ボーカル、テルミン、コルネット、尺八
  - 三田超人 -ギター、ハピドラム
  - 坂出雅海 -エレクトリック・ベース
  - 清水一登 -ピアノ、シンセサイザー
  - 佐藤正治 -ドラムス、アコースティック・ギター(#4)

ゲスト
1. - 纐纈雅代 -アルトサックス
  - 吹雪ユキエ -声